# Jean-Pierre Fiala
Jean-Pierre Fiala Fiala (Yaoundé, 22 aprile 1969) è un allenatore di calcio ed ex calciatore camerunese, di ruolo centrocampista.
Il 4 agosto 2022 viene nominato da Samuel Eto'o commissario tecnico della Nazionale Under-17 di calcio del Camerun.